# Fred Gallagher

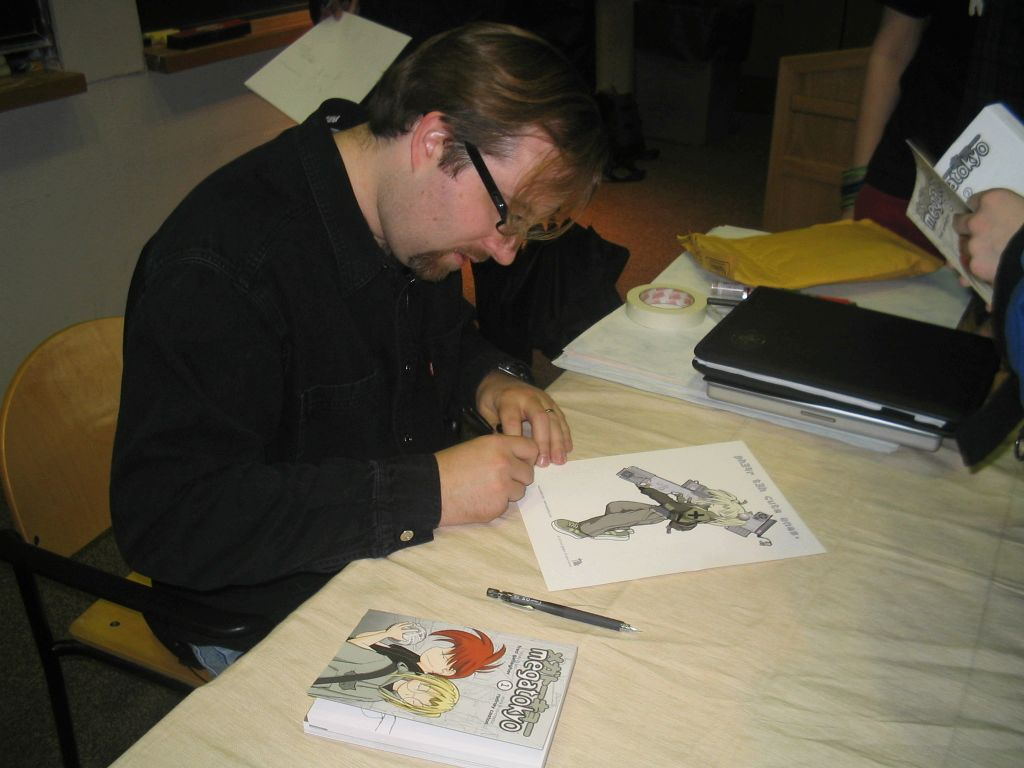
Fred Gallagher 2004

Frederick M. Gallagher III., Spitzname Piro (* 15. November 1968) ist ein US-amerikanischer Comiczeichner. Bekannt ist er hauptsächlich als Autor und Illustrator des Webcomics Megatokyo. Sein Zeichenstil ist an Manga angelehnt.

## Leben
Der gelernte Architekt ist seit dem 31. Dezember 2003 mit Sarah Wooden verheiratet. Die beiden leben in Ann Arbor im US-Bundesstaat Michigan.
Gallagher ist regelmäßig Gast auf Anime-Conventions in den Vereinigten Staaten und Kanada, darunter etwa Anime Central und Otakon. Außerhalb Nordamerikas war er 2003 Gast auf der Aya Again in Northampton und 2004 auf der Anime Expo in Tokio (Japan).

## Megatokyo
Der Webcomic Megatokyo begann am 14. August 2000 in Zusammenarbeit mit Rodney Caston, der die Skripte schrieb. Die beiden hatten verschiedene Vorstellungen, wie sich der Comic entwickeln sollte, und trennten sich im Mai 2002. Gallagher übernahm Megatokyo und machte es, als er im Oktober 2002 seine Arbeitsstelle verlor, zu seinem Hauptberuf.

## Andere Projekte
1993 schrieb Gallaghers Schwester, Jeniffer Ann Gallagher, ein Kinderbuch mit dem Titel The Fine Red Cat. Er war für die Illustrationen verantwortlich.
Auf fredart veröffentlicht Gallagher verschiedene Zeichnungen, die er in den letzten Jahren angefertigt hat.
envelop(e) ist eine frühere Arbeit Gallaghers von 1999, die ursprünglich vom Dōjinshi-Zirkel MJ-12 über Gallaghers Bekannten Tsubasa verbreitet wurde. Später stellte er den Inhalt auf fredart.
warmth ist eine Liebesgeschichte, an der Gallagher vor Megatokyo arbeitete, für die er seitdem aber kaum Zeit fand. 2003 erschienen Teile der Geschichte in zwei Ausgaben von Amerimanga.
blurred ist eine Seite mit sechs erotischen Zeichnungen (zwei zeigen nackte weibliche Oberkörper). Sie wurde ursprünglich 1999 veröffentlicht, war aber einige Jahre nicht erreichbar, bis Gallagher sie im Juni 2006 wieder online stellte. Nach seinen Angaben wollte er damit Vorwürfen entgegentreten, er vertusche deren Existenz.

## Werke
- Jeniffer Ann Gallagher, Fred Gallagher (Illustrationen): The Fine Red Cat. Green Bark Press, 1993, ISBN 1-880851-10-5 (englisch)
- Megatokyo. Webcomic seit 14. August 2000. http://www.megatokyo.com/
  - Band 1
    - Fred Gallagher (Zeichner), Rodney Caston: Megatokyo Vol. 1 Chapter Zero. Studio Ironcat, 2003, ISBN 1-929090-30-7 (englisch)
    - Fred Gallagher (Zeichner), Rodney Caston: Megatokyo, Vol. 1. Dark Horse Comics, 2004, ISBN 1-59307-163-9 (englisch)
    - Fred Gallagher (Zeichner), Rodney Caston: Megatokyo 1. eidalon Verlag, 2004, ISBN 3-936686-81-5 (deutsch)

  - Band 2
    - Fred Gallagher (Zeichner), Rodney Caston: Megatokyo, Vol. 2. Dark Horse Comics, 2004, ISBN 1-59307-118-3 (englisch)
    - Fred Gallagher (Zeichner), Rodney Caston: Megatokyo 2. eidalon Verlag, 2005, ISBN 3-936686-82-3 (deutsch)

  - Band 3
    - Fred Gallagher: Megatokyo, Vol. 3. Dark Horse Comics, 2005, ISBN 1-59307-305-4 (englisch)
    - Fred Gallagher: Megatokyo 3. eidalon Verlag, 2005, ISBN 3-936686-83-1. (deutsch)

  - Band 4
    - Fred Gallagher: Megatokyo, Vol. 4. DC Comics, Juli 2006, ISBN 1-4012-1126-7 (englisch)
- Warmth. In:
  - Amerimanga, Vol. 4. Studio Ironcat, 2003, ISBN 1-929090-46-3 (englisch)